# Manakin à bandeau orange
Heterocercus aurantiivertex
Espèce
Statut de conservation UICN

 LC  : Préoccupation mineure
Le Manakin à bandeau orange (Heterocercus aurantiivertex) est une espèce de passereaux de la famille des pipridés.

## Répartition, habitat
Le Manakin à bandeau orange se rencontre au Brésil, en Équateur et au Pérou. 
Ses habitats naturels sont les marécages subtropicaux ou tropicaux et les arbustes secs subtropicaux ou tropicaux.

## Systématique

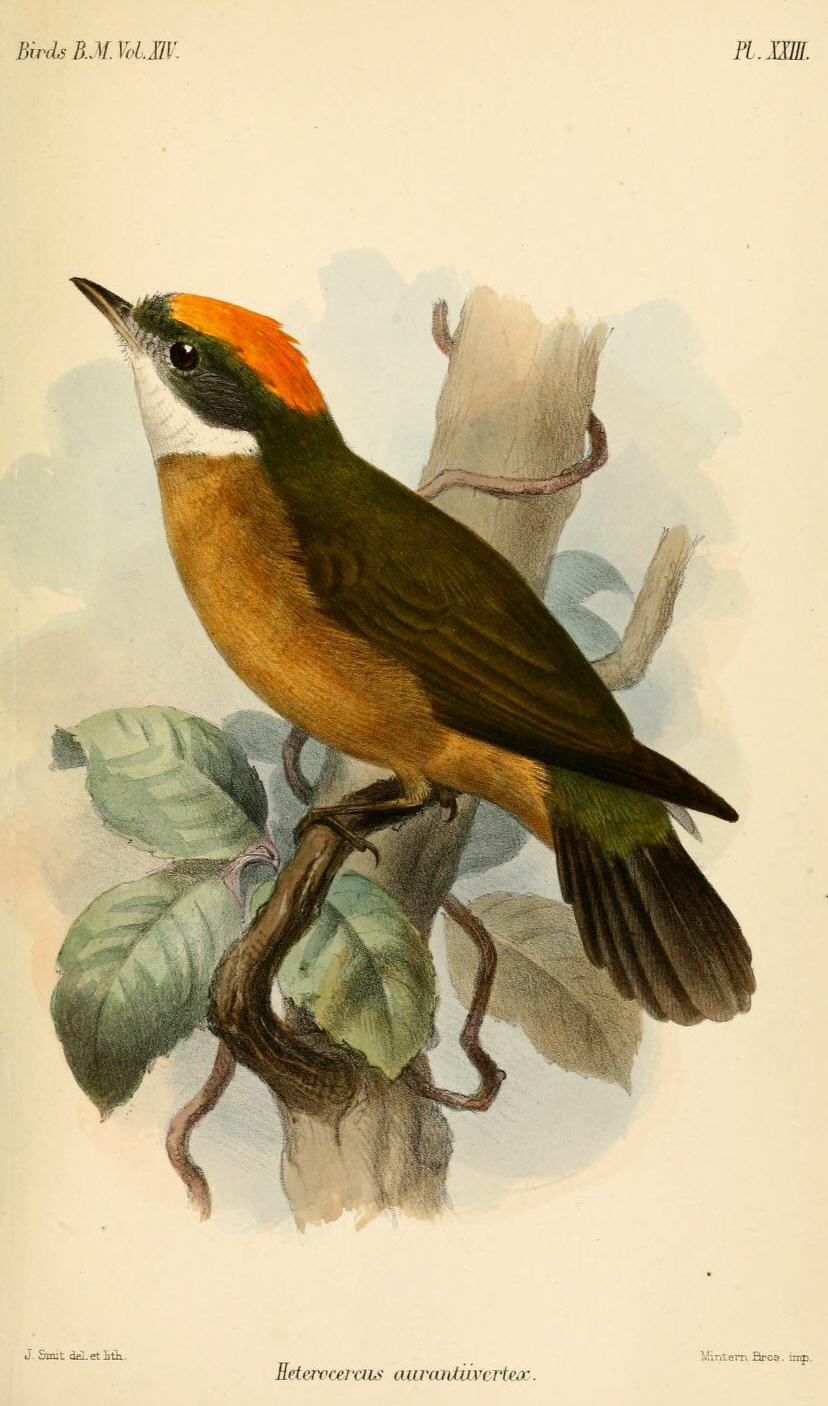
Manakin à bandeau orange, illustration de Joseph Smit en 1888.

Le nom valide complet (avec auteur) de ce taxon est Heterocercus aurantiivertex Sclater & Salvin, 1880.
Ce taxon porte en français le nom vernaculaire ou normalisé suivant : Manakin à bandeau orange.